# Brahmani
Brahmani (Wani), kustflod i Odisha i Indien, uppstår vid södra gränsen av Bihar och utflyter i Bengaliska viken i Mahanadis deltaområde vid Palmyras Point. Längd 450 km.